# Cylindrepomus sexlineatus
Cylindrepomus sexlineatus är en skalbaggsart som beskrevs av Schultze 1934. Cylindrepomus sexlineatus ingår i släktet Cylindrepomus och familjen långhorningar.
Artens utbredningsområde är Filippinerna. Inga underarter finns listade i Catalogue of Life.